# Vicente Reynés
Vicente Reynés Mimo (Deià, 30 luglio 1981) è un ex ciclista su strada spagnolo, professionista dal 2003 al 2016.

## Carriera
Professionista dal 2003, era un velocista. In carriera vinse una tappa alla Parigi-Nizza 2005, il Trofeo Cala Millor-Cala Bona al Challenge de Mallorca del 2007 e il Circuito de Getxo nello stesso anno; nel 2007 arrivò anche nono alla Milano-Sanremo, una delle cinque classiche monumento. Si ritirò dall'attività professionistica al termine della stagione 2016.

## Palmarès
- 2005 (Illes Balears-Caisse d'Epargne, una vittoria)

3ª tappa Parigi-Nizza (Thiers > Craponne-sur-Arzon)
- 2007 (Caisse d'Epargne, due vittorie)

Trofeo Cala Millor-Cala Bona
Circuito de Getxo

## Piazzamenti

### Grandi Giri
- Giro d'Italia

2005: ritirato (13ª tappa)
2010: 117º
2013: 109º
- Vuelta a España

2009: 103º
2011: 86º
2012: 82º
2013: non partito (13ª tappa)
2014: 61º
2015: 86º
2016: ritirato (4ª tappa)

### Classiche monumento
- Milano-Sanremo

2004: ritirato
2005: 11º
2006: 62º
2007: 9º
2008: ritirato
2011: 108º
2012: 103º
2013: 64º
2015: 115º
2016: 39º
- Giro delle Fiandre

2005: ritirato
2006: 39º
2007: ritirato
2008: 48º
2009: ritirato
2010: 67º
2011: 75º
2013: 89º
2015: ritirato
- Parigi-Roubaix

2006: 67º
2008: ritirato
2009: ritirato
2010: ritirato
2011: ritirato
2013: ritirato
2016: 59º
- Liegi-Bastogne-Liegi

2004: ritirato
2005: 45º
2006: ritirato
2007: ritirato
2008: ritirato
2016: ritirato
- Giro di Lombardia

2005: ritirato
2006: 17º

### Competizioni mondiali
- Campionati del mondo

Lisbona 2002 - In linea Under-23: 15º
Copenaghen 2011 - In linea Elite: ritirato